# Río Icán
El río Icán es un corto río costero del suroccidente de Guatemala con una longitud de 53 km. Nace en la Sierra Madre, en las laderas del volcán de Santo Tomás, en el departamento de Suchitepéquez y discurre en dirección del sur, atravesando la planicie costera de Suchitepéquez para desembocar en el océano Pacífico. El río corre más o menos paralela a su principal afluente, el río Sis. La cuenca del Icán tiene una superficie de 919 km².